# District de Siaya
Siaya était, entre 1968 et 2009, un des districts de la province de Nyanza au Kenya. Depuis cette date, il est divisé en trois nouveaux districts : Alego, Gem et Ugenya. Depuis 2010, uni avec l'ancien district de Bondo, il constitue un des 47 comtés du Kenya créés par la nouvelle Constitution.

## Situation
Traversé par l'équateur, il était bordé, entre 1998 et 2009, au nord et à l'ouest par le district de Busia (province occidentale), au nord-est par le district de Butere-Mumias (province occidentale), au sud-est par le district de Kisumu et au sud par le district de Bondo.

## Structure sociétale

### Statistiques
Chiffres de 2009 :
- La superficie était de 1 520 km2 dont 1 289 km2 sur terre ferme et 253 km2 sous eau (lac Kanyaboli et une partie du marais de Yala). Cette surface de terre ferme pour une population de 842 304 habitants donnait une densité réelle de population de 653,46 hab./km2.

Chiffres de 2002 :
- La mortalité infantile était de l'ordre de 50 à 200 pour 1 000 naissances. Ceci était dû, en grande partie, aux innombrables erreurs de diagnostic posé, en 1re ligne par les auxiliaires médicaux locaux (« Community Health Workers » aussi appelés « Barefoot doctors » en anglais)[2],[3].
- Malnutrition : 2,5 à 5 % des enfants de moins de 36 mois en sont atteints ;
- Malaria :
  - 20 % des enfants de moins de 48 mois sont infectés ;
  - 25 % des enfants de moins de 5 ans dorment sous une moustiquaire.

### Enseignement
Le district comportait plus de 150 écoles primaires et secondaires. Y étaient aussi établis deux établissements scolaires délivrant leurs propres diplômes mais qui ne possédaient pas, et ne possèdent toujours pas, le statut d'université :
- le Kenya Medical Training College, haute école de médecine et d'infirmerie à Siaya[4] ;
- le Siaya Institude of Technology à Siaya[5].

### Établissements de soins
Aucun établissement de soins ne possédait d'ambulance mais tous avait un centre VCT (« conseil et dépistage volontaire ») du VIH. Avec ~510 lits d'hôpitaux disponibles pour tout le district, cela représente 1 lit pour 986 habitants.

### Divisions administratives

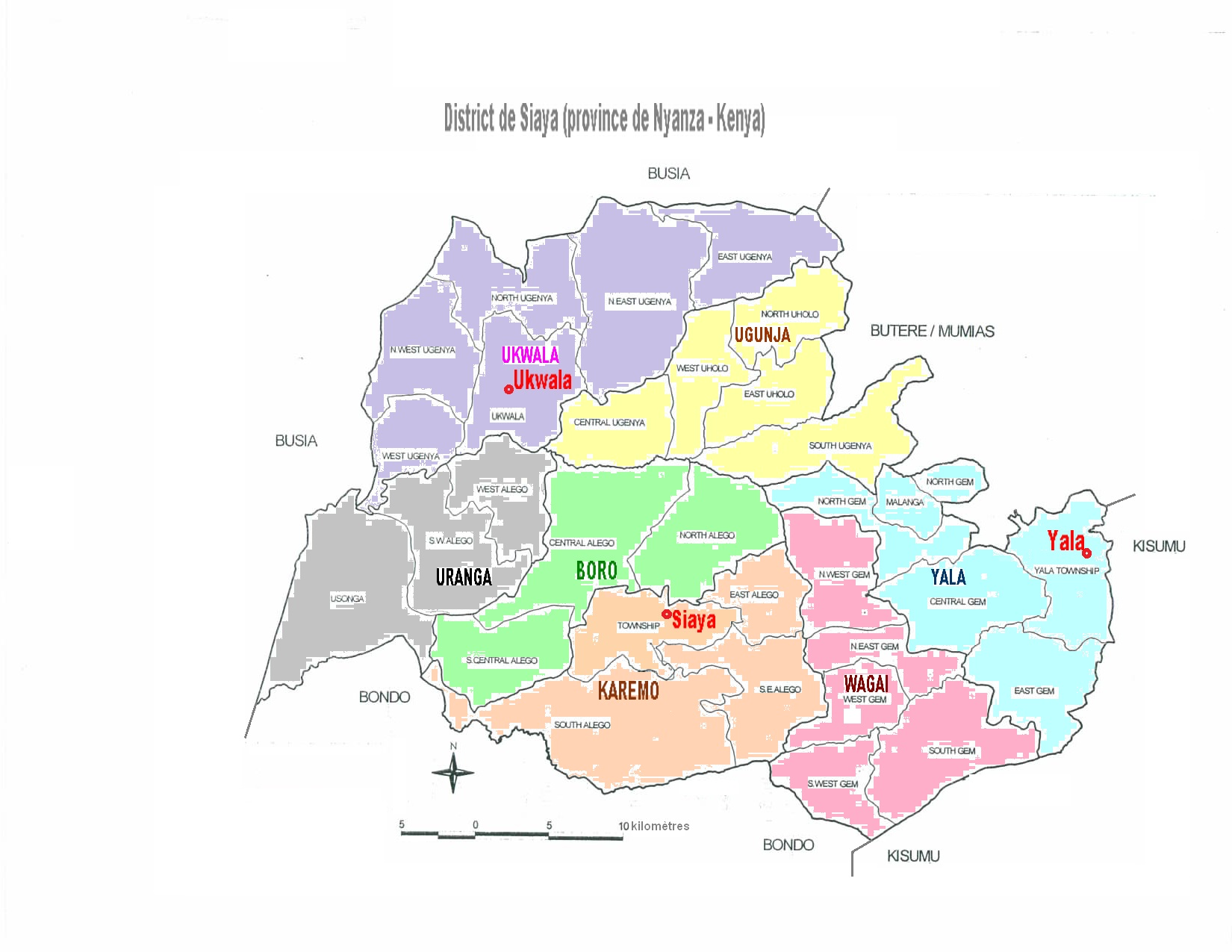
Les divisions et sous-divisions administratives du district de Siaya entre 1998 et 2009.

Le district (wilaya) fut créé en 1968 par la division, en deux, du district de Nyanza central. En 1998, il est, lui-même, divisé en deux et perd sa partie sud qui devient le district de Bondo.

Il était aussi constitué de cinq conseils locaux (Councils), un pour la municipalité de Siaya (City Council), un pour chacune des trois autres municipalités du district qui étaient Ugunja, Ukwala et Yala (Town Council) et un pour le reste du district (County Council).
| Divisions administratives entre 1998 et 2009                                                                        |             |               |                   |           |
| Division | Population* | Pop. urbaine* | Superficie en km2 | Chef-lieu |
| Boro | 45 555**    | 0             | 180,1             | Boro      |
| Karemo | 76 986**    | 12 611        | 235,1             | Siaya     |
| Ugunja | 77 006**    | 3 382         | 198,8             | Ugunja    |
| Ukwala | 98 912**    | 487           | 319,5             | Ukwala    |
| Uranga | 41 564**    | 0             | 183,4             | Kadimu    |
| Wagai | 54 438**    | 0             | 193,3             | Gem       |
| Yala | 83 823**    | 2 165         | 209,8             | Yala      |
| Total | 480 184**   | 18 645        | 1 520,0           | -         |
| * Recensement national de 1999. Sources : , ** Le recensement national de 2009 porte ce chiffre à 842 304. Source : |             |               |                   |           |

En 2009, il est divisé en trois et disparait en tant que district. Les nouveaux districts correspondent aux circonscriptions électorales. À savoir : 
- district d'Alego, chef-lieu Siaya,
  - divisions : Boro, Karemo et Uranga ;
- district de Gem, chef-lieu Yala,
  - divisions : Yala et Wagai ;
- district d'Ugenya, chef-lieu Ukwala,
  - division : Ujunga et Ukwala.

### Circonscriptions électorales
Depuis 1998, le district était constitué des trois circonscriptions électorales (Constituencies) devenues depuis 2009 les nouveaux districts. Il était donc représenté par 3 députés (Members of Parliament ou MP) au parlement national qui compte 224 membres.
| | Circonscription d'Alego | Circonscription d'Alego | Circonscription de Gem   | Circonscription de Gem | Circonscription d'Ugenya | Circonscription d'Ugenya | Circonscription de Bondo | Circonscription de Bondo | Circonscription de Rarieda | Circonscription de Rarieda |
| Election | MP                      | Parti                   | MP                       | Parti                  | MP                       | Parti                    | MP                       | Parti                    | MP                         | Parti                      |
| 1963 | Luke Rarieya Obok       | KANU                    | Argwings Kodhek          | KANU                   | John Odero Sar           | KPU                      | Oginga Odinga            | KANU                     |                            |                            |
| 1966 | Luke Rarieya Obok       | KPU                     | Argwings Kodhek          | KANU                   | Matthews Joseph Ogutu    | KANU                     | Oginga Odinga            | KPU                      |                            |                            |
| 1969* |                         |                         | Isaac Omolo Okero        | KANU                   |                          |                          |                          |                          |                            |                            |
| 1969 | Peter Okudo             | KANU                    | Wasonga Sijeyo           | KANU                   | Matthews Joseph Ogutu    | KANU                     | William Odongo Omamo     | KANU                     |                            |                            |
| 1974 | Peter Oloo Aringo       | KANU                    |                          |                        | Matthews Joseph Ogutu    | KANU                     | John Hezekiah Ougo       | KANU                     |                            |                            |
| 1979 | Peter Oloo Aringo       | KANU                    | Aggrey Otieno Ambala     | KANU                   | Matthews Joseph Ogutu    | KANU                     | John Hezekiah Ougo       | KANU                     |                            |                            |
| 1980* |                         |                         |                          |                        | James Orengo             | KANU                     | William Odongo Omamo     | KANU                     |                            |                            |
| 1983 | Peter Oloo Aringo       | KANU                    | Horace Owiti             | KANU                   | Stephen Oluoch Ondiek    | KANU                     | William Odongo Omamo     | KANU                     |                            |                            |
| 1988 | Peter Oloo Aringo       | KANU                    | Grace Ogot               | KANU                   | Stephen Oluoch Ondiek    | KANU                     | Gilbert Paul Oluoch      | KANU                     |                            |                            |
| 1992 | Otieno Mak’Onyango      | Ford-K                  | Oki Ooko Ombaka          | Ford-K                 | James Orengo             | Ford-K                   | Oginga Odinga            | Ford-Kenya               | Achieng' Oneko             | Ford-Kenya                 |
| 1995** |                         |                         |                          |                        |                          |                          | Oburu Odinga             | NDP                      |                            |                            |
| 1997 | Peter Oloo Aringo       | NDP                     | Joe Donde                | Ford-K                 | James Orengo             | Ford-K                   | Oburu Odinga             | NDP                      | George Odeny Ngure         | NDP                        |
| 2002** | Samuel Arthur Weya      | NARC                    | Washington Jakoyo Midiwo | NARC                   | Stephen Oluoch Ondiek    | NARC                     |                          |                          |                            |                            |
| 2007 | Edwin Ochieng Yinda     | ODM                     | Washington Jakoyo Midiwo | ODM                    | James Orengo             | ODM                      |                          |                          |                            |                            |
| * Par élection séparée à la suite du décès d'Argwings Kodhek en 1969. ** Par élection séparée à la suite du décès d'Oginga Odinga en 1994. *** Depuis 1998, les deux circonscriptions de Bondo et de Rarieda ne font plus partie du district de Siaya. |                         |                         |                          |                        |                          |                          |                          |                          |                            |                            |